# Condylostylus peractus
Condylostylus peractus är en tvåvingeart som först beskrevs av Walker 1860.  Condylostylus peractus ingår i släktet Condylostylus och familjen styltflugor. Inga underarter finns listade i Catalogue of Life.